# Bauhinia smilacifolia
Bauhinia smilacifolia är en ärtväxtart som beskrevs av George Bentham. Bauhinia smilacifolia ingår i släktet Bauhinia och familjen ärtväxter. Inga underarter finns listade i Catalogue of Life.